# Холокост в Рогачёвском районе
Холокост в Рогачёвском районе — систематическое преследование и уничтожение евреев на территории Рогачёвского района Гомельской области оккупационными властями нацистской Германии и коллаборационистами в 1941—1944 годах во время Второй мировой войны, в рамках политики «Окончательного решения еврейского вопроса» — составная часть Холокоста в Белоруссии и Катастрофы европейского еврейства.

## Геноцид евреев в районе
Рогачёвский район был полностью оккупирован немецкими войсками в августе 1941 года, и оккупация продлилась более трёх лет — до июля 1944 года. Нацисты включили Рогачёвский район в состав территории, административно отнесённой к зоне армейского тыла группы армий «Центр». Комендатуры — полевые (фельдкомендатуры) и местные (ортскомендатуры) — обладали всей полнотой власти в районе.
Для осуществления политики геноцида и проведения карательных операций сразу вслед за войсками в район прибыли карательные подразделения войск СС, айнзатцгруппы, зондеркоманды, тайная полевая полиция (ГФП), полиция безопасности и СД, жандармерия и гестапо.
Во всех крупных деревнях района были созданы районные (волостные) управы и полицейские гарнизоны из коллаборационистов.
Одновременно с оккупацией нацисты и их приспешники начали поголовное уничтожение евреев. «Акции» (таким эвфемизмом гитлеровцы называли организованные ими массовые убийства) повторялись множество раз во многих местах. В тех населенных пунктах, где евреев убили не сразу, их содержали в условиях гетто вплоть до полного уничтожения, используя на тяжелых и грязных принудительных работах, от чего многие узники умерли от непосильных нагрузок в условиях постоянного голода и отсутствия медицинской помощи.
За время оккупации практически все евреи Рогачёвского района были убиты, а немногие спасшиеся в большинстве воевали впоследствии в партизанских отрядах.
Евреев в районе убивали в Рогачёве, деревнях Журавичи, Новые Журавичи, Свержень, Городец, Довск, Заболотье, Столпня, Тихиничи, Поболово (130 человек 28 октября 1941 года), Хатовня (171 человек в урочище Старина 1 января 1942 года), Остров (46 человек в сентябре 1941 года) и многих других местах.

## Гетто
Оккупационные власти под страхом смерти запретили евреям снимать желтые латы или шестиконечные звезды (опознавательные знаки на верхней одежде), выходить из гетто без специального разрешения, менять место проживания и квартиру внутри гетто, ходить по тротуарам, пользоваться общественным транспортом, находиться на территории парков и общественных мест, посещать школы.

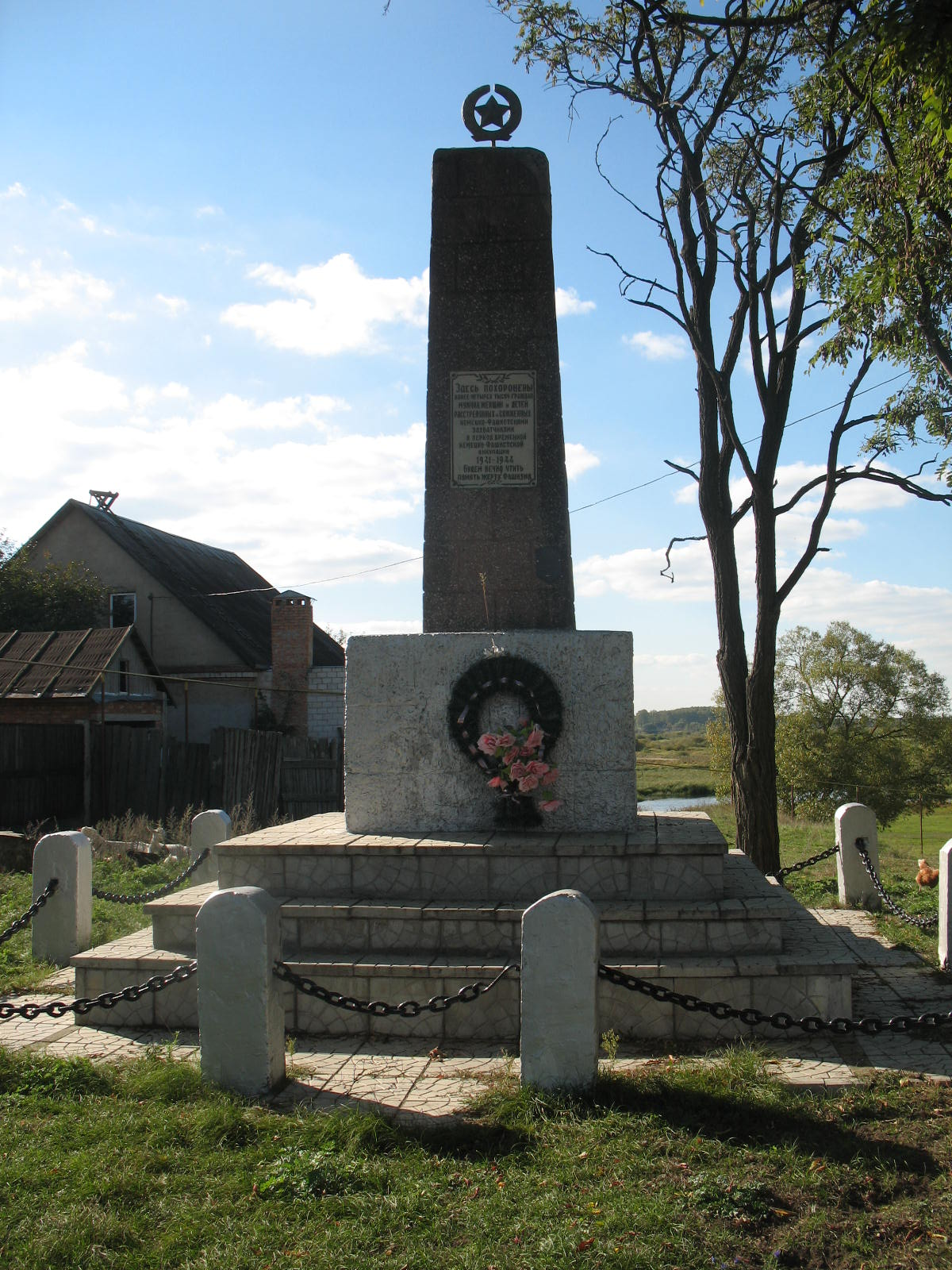
Памятник на месте расстрела евреев Рогачёва

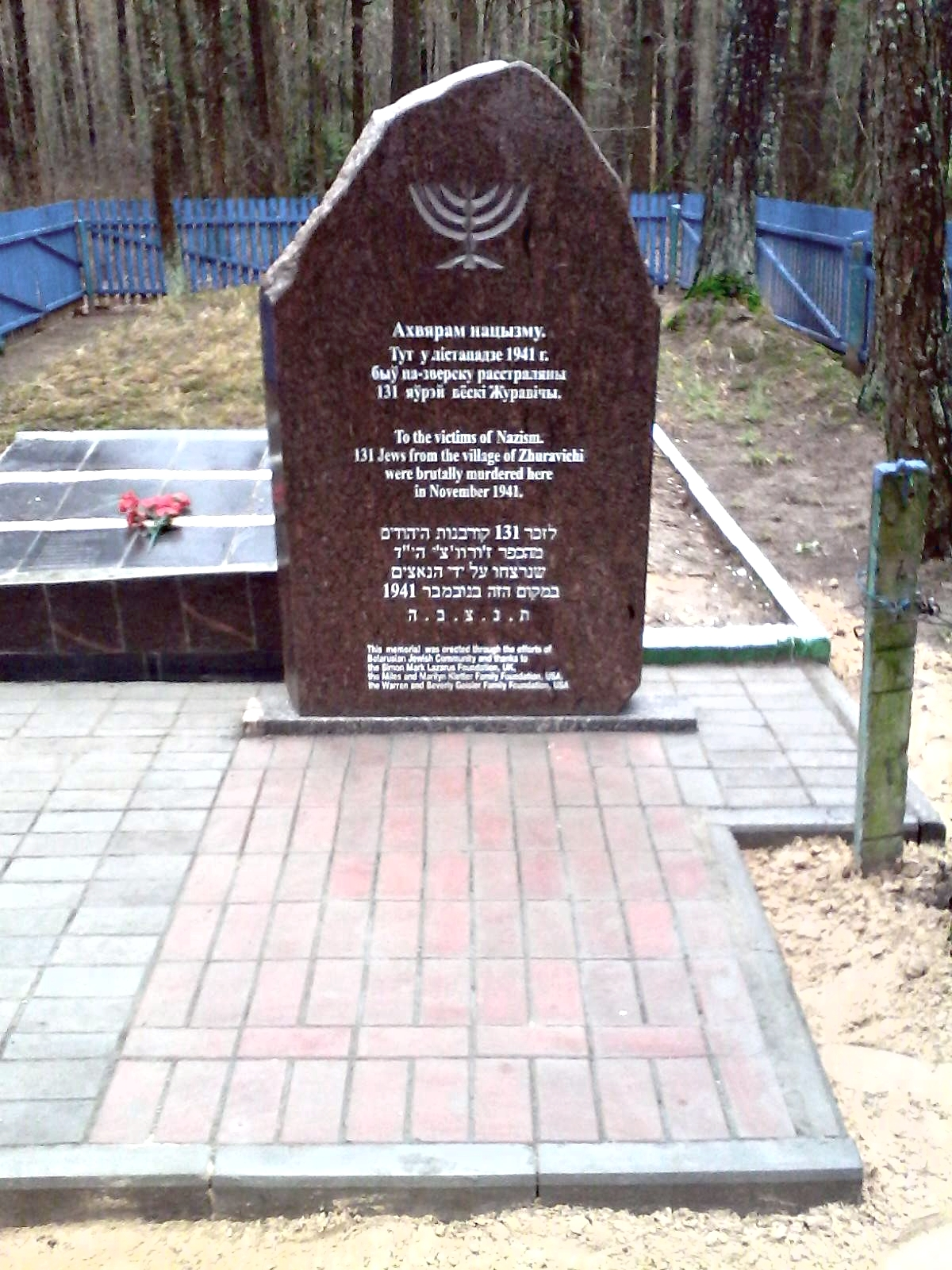
Памятник на месте расстрела евреев Журавичей

Реализуя нацистскую программу уничтожения евреев, немцы создавали гетто почти во всех городах и населённых пунктах Беларуси, где проживало еврейское население. Так и в Рогачёвском районе оккупанты организовали 6 гетто.
- В трёх гетто города Рогачёв (10 сентября 1941 — 20 марта 1942) были замучены и убиты более 3000 евреев[26][3].
- В гетто в деревне Журавичи (август-ноябрь 1941) были убиты 243 еврея.

### Гетто в Городце
В деревне Городец, оккупированной 25 августа 1941 года, гетто существовало в течение сентября-октября 1941 года. Ещё до создания гетто, сразу после оккупации, от евреев потребовали сдать ценности и тут же, прилюдно, начались издевательства над евреями и их беспричинные убийства.
Всех евреев Городца (около 200 человек) и примерно столько евреев-беженцев из Бобруйска, Рогачева и других населенных пунктов согнали в гетто в здании местной ветеринарной лечебницы, запретили общаться с жителями деревни и что-либо передавать им. Узников от рассвета до заката использовали на принудительных работах — большей частью на торфоразработках. В сентябре 1941 года всех трудоспособных мужчин, а в начале октября всех остальных отправили в Рогачёв и там убили.
Опубликованы неполные списки убитых евреев Городца.

### Гетто в Свержене
В деревне Свержень гетто было открытого типа, и евреи жили в своих домах.
Убили евреев не одновременно — нацисты провели примерно 12 массовых расстрелов, последний — 27 декабря 1941 года.
Всего в Свержене были убиты 260 (274) евреев. Опубликованы их неполные списки.
В конце 1959 года останки евреев со всех мест расстрелов собрали и перезахоронили в одно место в полукилометре к югу от деревни, на котором установили памятник. В 1991 году памятник заменили на новый.

## Случаи спасения и «Праведники народов мира»
В Рогачёвском районе 3 человека были удостоены почетного звания «Праведник народов мира» от израильского мемориального института «Яд Вашем» «в знак глубочайшей признательности за помощь, оказанную еврейскому народу в годы Второй мировой войны»:
- Дуктовская Татьяна — за спасение Можейко Людмилы в Рогачеве[34];
- Завадская Ефросинья — за спасение Кагана Григория в деревне Ключи[35];
- Щегельская Ядвига — за спасение Кагана Григория в деревне Сеножатки[36].

## Память
Опубликованы неполные списки жертв геноцида евреев в Рогачёвском районе.
Памятники убитым евреям района установлены в Рогачёве, Журавичах и Свержене.